# Villa Cruoninga

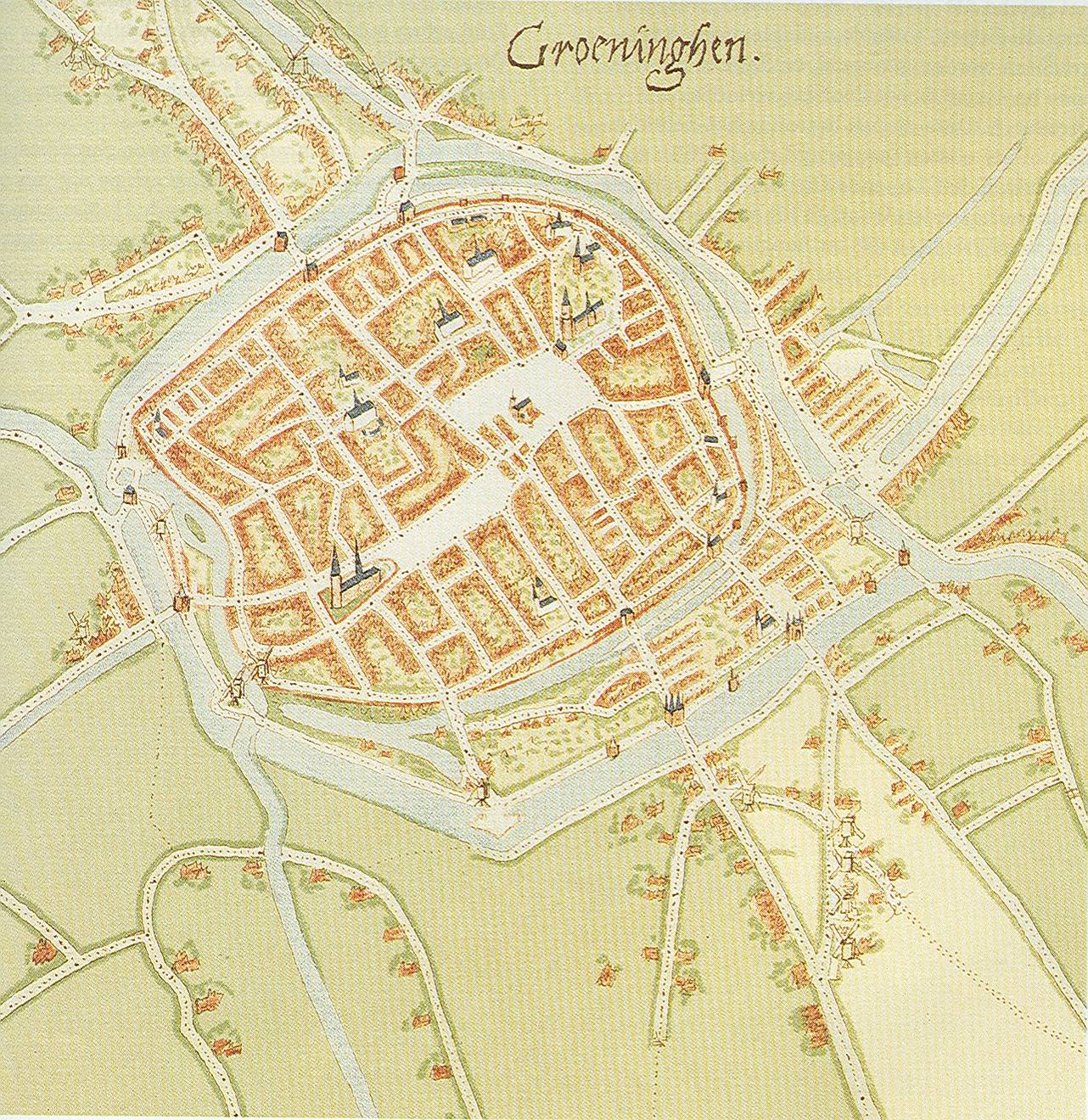
De kaart van Jacob van Deventer uit ca. 1562 is vermoedelijk de oudste plattegrond van de stad, zij het dat er wel oudere schetsen bekend zijn, zoals de Saksische schetskaart.

Villa Cruoninga is naar huidig inzicht de oudste schriftelijke vermelding van de stad Groningen. De term komt voor in een giftbrief van de keizer Hendrik III van het Heilige Roomse Rijk uit 1040. De gift betrof een aantal goederen en rechten in Groningen, aangeduid als de Villa Cruoninga, aan het kapittel van het bisdom Utrecht.

## Oorsprong
Omdat Villa Cruoninga de oudste schriftelijke bron is waarin Groningen genoemd wordt, valt niet met zekerheid te zeggen wat de status van de villa (en de rest van Groningen) was vóór de schenking. Aangenomen wordt dat de villa oorspronkelijk een deel was van een koningsgoed. Verspreid over hun rijk beschikten de Duitse keizers op strategische plaatsen over een hof, ook aangeduid als palts. Deze koningsgoederen dateren veelal uit de begintijd van het Frankische Rijk. Aangenomen wordt dat het koningsgoed in Groningen teruggaat tot Karel de Grote.
De schenking in 1040 is waarschijnlijk de laatste schenking in dat koningsgoed geweest. Eerder zijn waarschijnlijk al delen van het koningsgoed geschonken aan de abdij van Werden en aan de Utrechtse bisschop in persoon. De schenking aan Werden is niet gedocumenteerd, hoewel van het klooster bronnen bewaard zijn gebleven die ouder zijn dan de giftbrief. Wel blijkt uit bronnen dat het klooster een hof heeft gehad in de stad.
Ten aanzien van de bisschop, die dus niet de ontvanger was in de giftbrief van 1040, wordt aangenomen dat deze reeds eerder een deel van de koninklijke hof heeft ontvangen. Dit omdat in de giftbrief niet gesproken wordt over de Martinikerk, terwijl die kerk zeer waarschijnlijk wel in opdracht van de bisschop (in zijn 'eigen hof') is gebouwd. De oudste Martinikerk dateert al van rond 800.

## Drents dorp
Uit de giftbrief kan worden afgeleid dat Groningen in 1040 onderdeel uitmaakte van het graafschap Drenthe. In de brief wordt melding gemaakt van "de hof die wij bezitten in de nederzetting Groningen in de graafschap Drenthe." Maar de graaf van Drenthe had in bestuurlijke zin waarschijnlijk geen macht over Groningen. Als koningsgoed was in ieder geval de genoemde hof een immuniteit. In de giftbrief wordt ook aangegeven dat alle rechten die daaraan verbonden zijn -rechtspraak, muntrecht en tolrecht - met de gift verbonden zijn. Omdat er geen specifieke verlening van stadsrechten aan Groningen bestaat, althans niet bekend is, wordt door de stad deze bevestiging van een aparte, buiten Drenthe vallende jurisdictie, gezien als erkenning van Groningen als stad in 1040. Op grond daarvan vierde de stad in 1990 het 950-jarig bestaan als stad.
De gift wordt wel gezien als oorsprong van de aanspraak van de Utrechtse bisschop op het landsheerlijk gezag over de stad. De tekst van de giftbrief lijkt dat echter tegen te spreken omdat niet de bisschop maar het kapittel de ontvanger is. In de Middeleeuwen komen die aanspraken regelmatig terug. Soms is de bisschop in staat die aanspraken waar te maken, maar in de praktijk blijkt vaker dat de stad dan wel te ver weg, dan wel te machtig is om zich daadwerkelijk aan de bisschop te onderwerpen.

## Ligging van deHof
De giftbrief geeft geen locatie van de hof binnen Groningen. De ligging moet daarom worden afgeleid uit andere bronnen, waarbij wordt aangenomen dat er een verband moet hebben bestaan tussen de schenking in 1040 en de eigen kerk van de bisschop, die ook in de oorspronkelijke koningshof gebouwd moet zijn. Binnen de hof is later een steenhuis gebouwd, waarvan de fundamenten in 1987 werden blootgelegd. De locatie waar het steenhuis stond en de percelen ten westen daarvan stonden tot het einde van de 15e eeuw bekend als de Selwerderhof.

## Oudere vermeldingen van Groningen.
Dat de giftbrief van 1040 de oudste vermelding is van Groningen, staat tegenwoordig niet echt meer ter discussie. Toch is die claim omstreden geweest. In de Friezenkerk in Rome bevindt zich een inscriptie waarin onder andere gewag wordt gemaakt van ene Ilderado van Groninga, die samen met Lotharius I in 848 zou hebben gevochten tegen de Saracenen. De Friezenkerk dateert waarschijnlijk uit de tijd van Karel de Grote, maar de betreffende inscriptie dateert waarschijnlijk uit de 13e of 14e eeuw.
Daarnaast bestaat er een aantal afschriften van een oorkonde die uit 1006 zou stammen. In twee van deze afschriften is sprake van een schenking van de kerk te Groningen aan het klooster Hohorst te Amersfoort. De afschriften worden gedateerd in de 13e eeuw, waarbij niet als vaststaand wordt aangenomen dat zij een getrouwe weergave van het origineel zijn. Een van de afschriften is, net als de schenkingsbrief van Hendrik, opgenomen in het Oorkondenboek van Groningen en Drenthe.
Ook in de Vita Walfridi komt Groningen voor. Deze levensbeschrijving van de heilige Walfried maakt gewag van diens dagelijkse voettocht van Bedum naar Groningen, waar hij in de Martinikerk de Heilige mis bijwoonde. Van de Vita bestaat een aantal afschriften, maar die dateren alle uit de 15e eeuw.

### Ouderdom Groningen
Dat de giftbrief de oudste vermelding van Groningen geeft, betekent niet dat de stad pas in 1040 zou zijn ontstaan. Uit opgravingen is bekend dat het centrum van Groningen, rond de Grote Markt, in ieder geval sinds de vierde eeuw voor Christus onafgebroken bewoond is geweest.